# گودزیلا (فیلم ۱۹۵۴)
گودزیلا (به انگلیسی: Godzilla) فیلمی سیاه و سفید در سبک علمی تخیلی و کایجو به مدت ۹۶ دقیقه به کارگردانی ایشیرو هوندا محصول کشور ژاپن در سال ۱۹۵۴ است. این فیلم نخستین فیلم از سری فیلم‌های گودزیلا است. در این فیلم بازیگرانی مانند آکیرا تاکارادا، آکیهیکو هیراتا و تاکاشی شیمورا بازی کرده‌اند.